# Burrel
Burrel (albánsky také Burreli) je menší město, které leží ve střední Albánii asi 36 km na severovýchod od albánského hlavního města Tirany. Má 15 539 obyvatel (2005) a je hlavním městem okresu Mat. Je známé jako rodiště meziválečného albánského politika a později krále, Ahmeta Zogu.
Burrel se nachází v nadmořské výšce 316 m na návrší nad řekami Mat a Batra, které se jihovýchodně od něj stékají. Západně od Burrelu se hory tyčí do výšky přes 1700 metrů. 
V roce 1994 zde byly natáčeny některé scény italsko-albánského filmu Lamerica.

## Dějiny
První písemná zmínka o městě pochází z 15. století. V roce 1922 získalo statut regionálního centra a odstartovala výstavba alespoň základních institucí, jakými byla radnice, mešita, kasárna a zdravotnická zařízení. Postavena byla také káznice. V roce 1937 zde žilo jen 400 lidí. Roku 1955 obdržel Burrel statut města.

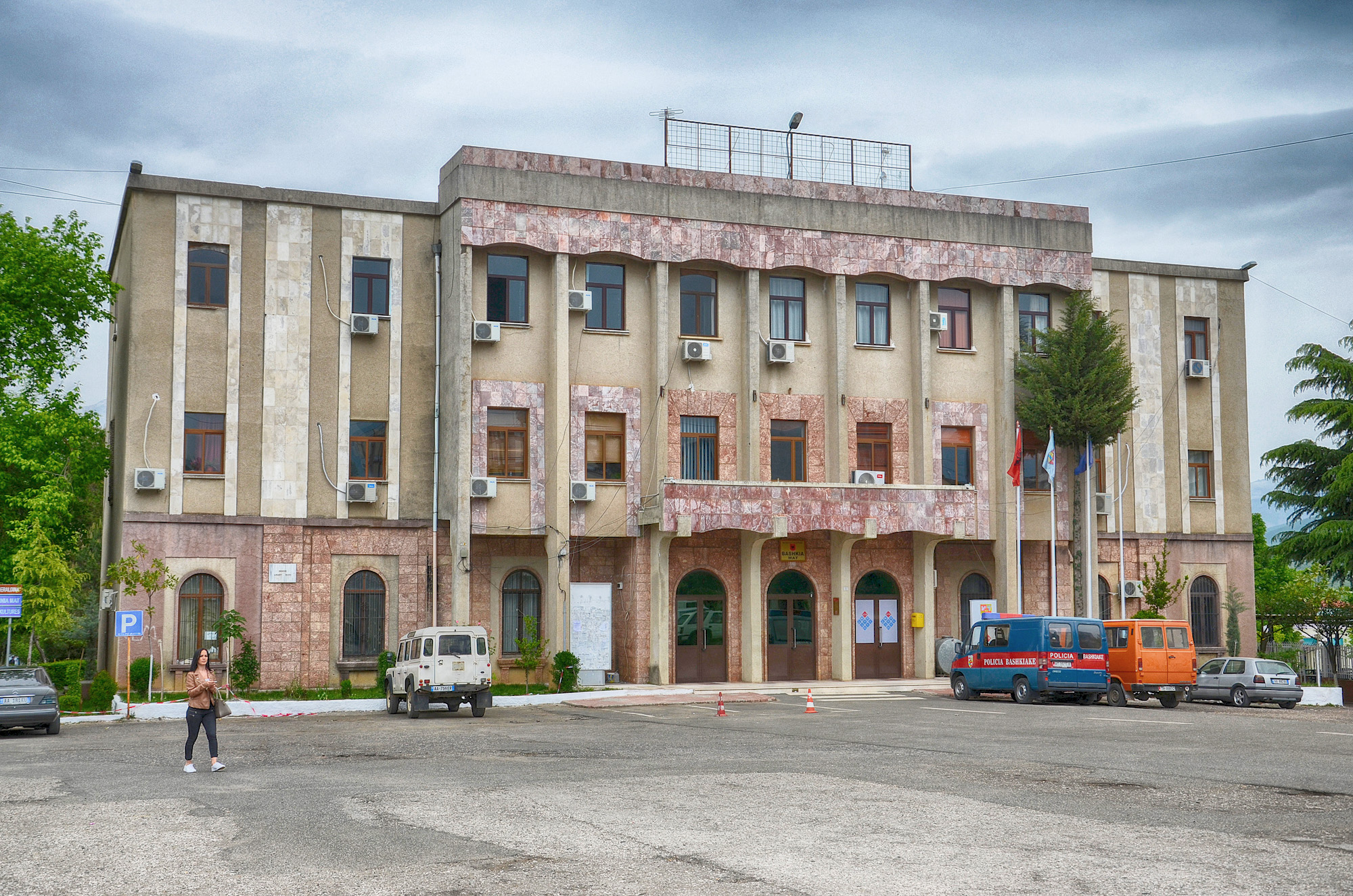
Radnice v Burrelu.

V Albánii bylo známé také díky místní věznici, v níž byli zavření především političtí vězni. Plán přebudovat ji na muzeum nicméně ztroskotal a káznice zde existuje dodnes. 
V období existence socialistické Albánie se v okolí nacházely doly na barevné rudy. Samotné město bylo přestavěno a v jeho centru vyrostly pro Albánii typické bytové domy. Ulice byly naplánované s pravými úhly. V této době bylo známé především díky jabloňovým alejím, které lemovaly ulice Burrelu. Po pádu komunistického režimu v roce 1991 byly nicméně vykáceny nebo nahrazeny jinými stromy. 
V roce 1999 během války v Kosovu uprchlo do Burrelu okolo dvou tisíc lidí. V roce 2008 Carla Del Ponteová, dříve hlavní žalobkyně u Mezinárodního trestního soudu pro válečné zločiny bývalé Jugoslávie, zveřejnila obvinění, že Kosovská osvobozenecká armáda během války v Kosovu odebírala orgány srbským zajatcům ve žlutém domě nedaleko od Burrelu.

## Kultura
Na severovýchodním okraji města se nachází rozsáhlý městský park s názvem Geraldine (pojmenovaný po manželce Ahmeda Zogu, která se zasloužila o výsadbu místních stromů a zeleně). Jeho součástí je také místní mešita, stojí zde rovněž i burrelský palác kultury.

## Ekonomika
V okolí města se nacházejí rozsáhlá ložiska chromu, která byla využívána do roku 1991 prostřednictvím státního podniku Ferrochromi. Ten v době své největší slávy byl hlavním zaměstnavatelem ve městě.

## Doprava
Východně od města se nachází opuštěná a nikdy nedokončená železniční trať budovaná na přelomu 80. a 90. let 20. století. Dnes meziměstskou dopravu zajišťují většinou autobusy nebo minibusy. Hlavní silniční tahy z Burrelu vedou do měst Milot, Krujë a Bulqizë. Vedou většinou horskými údolími nebo průsmyky. 